# لونا (مغنية هولندية)
لونا (بالهولندية: Loona)‏ وإسمها الكامل ماري خوسيه فان دير كولك (بالهولندية: Marie-José van der Kolk) وسميت أيضا كاريسما (بالإنجليزية: Carisma)‏ وهي مغنية يورودانس وبوب باللغة إسبانية وكاتبة أغاني وراقصة هولندية، ولدت في يوم 16 سبتمبر 1974 في هولندا. هي حالياً متزوجة من الدي جي الإسباني دي جاي سامي.

## روابط خارجية
- لونا على موقع IMDb (الإنجليزية)
- لونا على موقع ميوزك برينز (الإنجليزية)
- لونا على موقع ميوزك برينز (الإنجليزية)
- لونا على موقع ميوزك برينز (الإنجليزية)
- لونا على موقع أول ميوزيك (الإنجليزية)
- لونا على موقع ديسكوغز (الإنجليزية)